# یواس‌اس پومپانو (۱۹۰۶)
یواس‌اس پومپانو (۱۹۰۶) (به انگلیسی: USS Pompano (1906)) یک کشتی بود که طول آن ۵۵ فوت ۸ اینچ (۱۶٫۹۷ متر) بود. این کشتی در سال ۱۹۰۶ ساخته شد.